# Lawrence Dundas (1er marquis de Zetland)
Pour les articles homonymes, voir Dundas.
Lawrence Dundas (16 août 1844 -11 mars 1929), est un homme d'État conservateur britannique. Il est Lord lieutenant d'Irlande entre 1889 et 1892. 1er marquis de Zetland, il prend pour titre celui de comte de Zetland de 1873 à 1892.

## Jeunesse et service militaire
Il est né à Londres, le fils de l'hon. John Charles Dundas, fils cadet de Lawrence Dundas (1er comte de Zetland) (Zetland est une orthographe archaïque de Shetland) et de Margaret Matilda, fille de James Talbit. Il fait ses études au Harrow et à Trinity College de Cambridge  étant commissionné comme cornet au Royal Horse Guards en 1866.

## Carrière politique
En 1869, comme lieutenant, il prend sa retraite de l'armée britannique en 1872 et est élu député de Richmond, Yorkshire du Nord la même année. Cependant, il siège à la Chambre des communes pendant moins d'un an avant de succéder à son oncle en tant que troisième comte de Zetland. Lord-in-waiting de mai à septembre 1880, Lord Zetland passe ensuite du soutien aux libéraux à l'adhésion au Parti conservateur en 1884. En 1889, il est envoyé en Irlande en tant que Lord Lieutenant. La même année, il est nommé Chevalier de l'Ordre de Saint-Patrick (KP) . Dans le poste, il s'est révélé à la fois couronné de succès et populaire, et y est resté jusqu'à ce que les libéraux reviennent au pouvoir en 1892. Il est admis au Conseil privé en 1889 et en 1892, sur la recommandation de Lord Salisbury, il est créé comte de Ronaldshay, dans le comté des Orcades et du Zetland, et marquis de Zetland.
Dans les années 1890, Lord Zetland s'implique davantage dans la politique locale, devenant échevin du North Riding of Yorkshire County Council en 1894 et maire de Richmond en 1895 et 1896. En 1900, il est fait chevalier du chardon. Franc-maçon comme son oncle et son grand-père, il est le grand maître provincial de la circonscription North Riding of Yorkshire et est du Yorkshire de 1874 à 1923. Il est également un sportif enthousiaste et est maître de chasse pendant trente-cinq ans.

## Famille
Lawrence Dundas épouse Lilian Selina Elizabeth Lumley, fille de Richard Lumley, en 1871. Il est décédé en mars 1929, à l'âge de 84 ans, à Aske Hall, Yorkshire, et y est enterré. Son fils aîné survivant, Lawrence, lui succède. La marquise de Zetland est décédée en décembre 1943. Ils ont cinq enfants: 
- Hilda Mary Dundas (née le 24 novembre 1872 - décédée le 19 mai 1957) épouse Charles Henry FitzRoy, 4e baron de Southampton le 9 juillet 1892.
- Thomas Dundas (né le 19 janvier 1874 - décédé le 11 février 1874)
- Lawrence Dundas (né le 11 juin 1876 - décédé le 6 février 1961)
- Maud Frederica Elizabeth Dundas (née le 9 juillet 1877 - décédée le 15 mars 1967) épouse William Wentworth-Fitzwilliam le 24 juin 1896.
- George Heneage Lawrence Dundas (né le 1er juillet 1882 - décédé le 30 septembre 1968) épouse Iris Winifred Hanley le 23 décembre 1905.